# Euagoras
Euagoras (grekiska Εὐαγόρας), död 374 f.Kr., var konung i det forna Salamis på ön Cypern, och tillhörde Teukridernas urgamla härskarätt, som av en fenicisk usurpator blivit undanträngd från regeringen.
Euagoras lyckades inte bara återvinna sitt fädernerike (410 f.Kr.), utan även lägga hela Cypern under sitt välde. För att trygga sin ställning försökte han inleda ett vänskapligt förhållande till perserkonungen Artaxerxes II, som sedan gammalt gjorde anspråk på överhögheten över Cypern. Men snart uppstod mellan dem misshälligheter, som föranledde ett långvarigt krig år 391 f.Kr. Efter många växlingar slutade kriget med en för Euagoras ärofull fred år 376 f.Kr. Två år senare föll han offer för lönnmördare.
Euagoras beskrivs i litteraturen som en i allt rikt begåvad personlighet och särskilt utrustad med ovanliga härskaranlag. Hans strävade inte endast efter att utvidga sitt rikes gränser, utan även efter att höja dess inre välstånd och sprida den grekiska bildningen, som han var en ivrig beundrare av. För atenarna visade han alltid stor vänskap. Efter det olyckliga slaget vid Aigospotamoi år 405 f.Kr. gav han en fristad åt den attiske fältherren Konon, som med spillrorna av Atens flotta hade räddat sig till Cypern. Dessutom understödde han kraftigt Konons planer till återupprättande av Atens självständighet. Av tacksamhet bistod honom sedermera atenarna i kriget mot perserna med en flotta under Chabrias befäl, till dess den s.k. antalkidiska freden, genom vilken grekerna samfällt erkände perserkonungens välde över Cypern, tvingade dem att upphöra med detta. Talaren Isokrates har i ett ännu befintligt minnestal skildrat Euagoras såsom idealet av en god furste.